# Jugoslavija na Svetovnem prvenstvu v hokeju na ledu 1973
Jugoslavija je na Svetovnem prvenstvu v hokeju na ledu 1973 B, ki je potekalo med 22. in 31. marcem 1973 v Avstriji, s štirimi zmagami, dvema remijema in porazom osvojila tretje mesto.

## Tekme
| 22. marec 1973 | Vzhodna Nemčija | 6–2 | Jugoslavija | Eisstadion Liebenau, Gradec |

| Poročilo tekme | Poročilo tekme | Poročilo tekme | Poročilo tekme | Poročilo tekme |
| -------------- | -------------- | -------------- | -------------- | -------------- |
|                |                | (3:1,1:1,2:2)  |                |                |

| 23. marec 1973 | Jugoslavija | 6–6 | ZDA | Eisstadion Liebenau, Gradec |

| Poročilo tekme | Poročilo tekme | Poročilo tekme | Poročilo tekme | Poročilo tekme |
| -------------- | -------------- | -------------- | -------------- | -------------- |
|                |                | (4:1,1:4,1:1)  |                |                |

| 25. marec 1973 | Švica | 0–6 | Jugoslavija | Eisstadion Liebenau, Gradec |

| Poročilo tekme | Poročilo tekme | Poročilo tekme | Poročilo tekme | Poročilo tekme |
| -------------- | -------------- | -------------- | -------------- | -------------- |
|                |                | (0:3,0:0,0:3)  |                |                |

| 26. marec 1973 | Avstrija | 1–6 | Jugoslavija | Eisstadion Liebenau, Gradec |

| Poročilo tekme | Poročilo tekme | Poročilo tekme | Poročilo tekme | Poročilo tekme |
| -------------- | -------------- | -------------- | -------------- | -------------- |
|                |                | (0:2,1:3,0:1)  |                |                |

| 28. marec 1973 | Jugoslavija | 8–4 | Italija | Eisstadion Liebenau, Gradec |

| Poročilo tekme | Poročilo tekme | Poročilo tekme | Poročilo tekme | Poročilo tekme |
| -------------- | -------------- | -------------- | -------------- | -------------- |
|                |                | (4:1,3:3,1:0)  |                |                |

| 30. marec 1973 | Jugoslavija | 4–3 | Japonska | Eisstadion Liebenau, Gradec |

| Poročilo tekme | Poročilo tekme | Poročilo tekme | Poročilo tekme | Poročilo tekme |
| -------------- | -------------- | -------------- | -------------- | -------------- |
|                |                | (2:1,1:1,1:1)  |                |                |

| 31. marec 1973 | Jugoslavija | 3–3 | Romunija | Eisstadion Liebenau, Gradec |

| Poročilo tekme | Poročilo tekme | Poročilo tekme | Poročilo tekme | Poročilo tekme |
| -------------- | -------------- | -------------- | -------------- | -------------- |
|                |                | (0:1,2:0,0:1)  |                |                |